# Atletika na Letních olympijských hrách 1972 – 1500 metrů muži
 Běh na 1500 metrů mužů na Letních olympijských hrách 1972 se uskutečnil ve dnech 8.–10. září  na Olympijském stadionu v Mnichově. Vítězem se stal finský běžec Pekka Vasala, stříbro získal Keňan Kipchoge Keino a bronz Rod Dixon z Nového Zélandu.

## Výsledky finálového běhu
| *                | jméno               | země            | čas    |
| ---------------- | ------------------- | --------------- | ------ |
| Zlatá medaile    | Pekka Vasala        | Finsko          | 3:36,3 |
| Stříbrná medaile | Kipchoge Keino      | Keňa            | 3:36,8 |
| Bronzová medaile | Rod Dixon           | Nový Zéland     | 3:37,5 |
| 4                | Mike Boit           | Keňa            | 3:38,4 |
| 5                | Brendan Foster      | Velká Británie  | 3:39,0 |
| 6                | Herman Mignon       | Belgie          | 3:39,1 |
| 7                | Paul-Heinz Wellmann | Západní Německo | 3:40,1 |
| 8                | Vladimir Pantelej   | Sovětský svaz   | 3:40,2 |
| 9                | Tony Polhill        | Nový Zéland     | 3:41,8 |
| 10               | Tom Hansen          | Dánsko          | 3:46,6 |